# 岳州府

岳州府在湖南省的位置（1820年）

岳州府，明洪武二年（1369年），朱元璋改岳州路置，治巴陵县(今湖南岳阳市)。属湖广行省。明洪武九年(1376年) 降为州，十四年又复为府。辖境相当今湖南省岳阳、平江、临湘、华容、安乡、南县等市县地。三十年辖境扩大，包有今澧县、临澧、石门、慈利、桑植、张家界等市县地。清属湖南省。雍正七年(1729年)澧水流域分置澧州直隶州，辖境缩小。1913年废。

## 沿革
- 洪武二年（1369年），岳州路改为岳州府，领县四（巴陵县、华容县、临湘县、平江县）。
- 洪武九年（1376年），岳州府降为岳州，巴陵县省入州。
- 洪武十四年（1381年），岳州复升为岳州府，恢复巴陵县。
- 洪武三十年（1397年），将常德府所属的澧州（辖安乡、石门、慈利等县）改属岳州府。
- 雍正七年（1729年），澧州升为为直隶州，割石门县、慈利县、桑植县隶之。岳州府仍领县四。
- 光绪二十五年（1899年），岳州府开为通商口岸。
- 民国二年（1913年），废府存县，岳州府废。

## 行政区划

### 明朝
- 洪武二年下辖：
  - 县：巴陵县、临湘县、华容县、平江县
- 洪武三十年（1397年），常德府澧州及下辖安乡县、石门县、慈利县来属。

### 清朝
- 清初沿袭明制，下辖：
  - 州：澧州
  - 县：巴陵县、华容县、临湘县、平江县、安乡县、石门县、慈利县
  - 宣抚司：桑植宣抚司
  - 长官司：上洞长官司、下洞长官司[1]
- 雍正四年（1726年），裁桑植宣抚司，置桑植厅[2]。
- 雍正七年五月戊午（1729年6月10日），裁桑植厅，置桑植县，裁上、下洞二长官司，并入桑植县，并划归永顺府[3]。
- 雍正七年十一月己卯（1729年12月28日），升澧州为直隶州，析安乡、石门、慈利三县往属之[4]。
- 至清末，岳州府领四县：巴陵县、华容县、临湘县、平江县。

## 历任知府

### 明朝
- 蔣思德，洪武朝在任。
- 唐庸，宁夏人，洪武朝在任。
- 嚴恕，字景用，燕湖人，洪武朝在任。
- 趙輔，洪武朝在任。
- 秦适，洪武朝在任。
- 柴車，錢塘人，永樂朝在任。
- 楊謹行，鄱陽人，永樂朝在任。
- 陳安福，永樂朝在任。
- 婁進，宣德朝在任。
- 朱儼，鳳陽人，正統朝在任。
- 易善，正統三年任。
- 何友，京師人，天順朝在任。
- 何恂，羅山人，天順朝在任。
- 毛祥，西平人，成化朝在任。
- 吳節，眉州人，成化朝在任。
- 戴濬，福州人，成化朝在任。
- 李鏡，弋陽人，成化朝在任。
- 張綱，來安人，弘治朝在任。
- 施恕，開化人，弘治朝在任。
- 張舉，欒城人，弘治朝在任。
- 張金，廣德人，弘治朝在任。
- 劉煥，藁城人，正德朝在任。
- 盧瀚，揚州人，正德朝在任。
- 江昌，徽州人，正德朝在任。
- 龐璁，錦衣衛人，正德朝在任。
- 黃巽，鄞縣人，正德朝在任。
- 李銳，安福人，正德朝在任。
- 王儼，江都人，正德朝在任。
- 韓士英，南充人，嘉靖朝在任。
- 蕭晚，吉水人，嘉靖朝在任。
- 沈奎，涇縣人，嘉靖朝在任。
- 陳謨，巴縣人，嘉靖朝在任。
- 王柄，渠縣人，嘉靖朝在任。
- 陸垹，嘉善人，嘉靖朝在任。
- 趙之屏，南充人，嘉靖朝在任。
- 姚良弼，錢塘人，嘉靖朝在任。
- 李臨陽，江津人，嘉靖朝在任。
- 李玳，霸州人，嘉靖朝在任。
- 李克，嘉靖朝在任。
- 金蕃，餘姚人，嘉靖朝在任。
- 顏德掄，嘉靖朝在任。
- 周京，莆田人，嘉靖朝在任。
- 段朝宗，朝邑人，嘉靖朝在任。
- 姜繼曾，膠州人，嘉靖朝在任。
- 李時漸，壽光人，隆慶朝在任。
- 孫夢豸，昌邑人，隆慶朝在任。
- 李元芳，山东膠州举人，隆慶朝在任。
- 劉自化，高陵人，萬曆朝在任。
- 张澜，冠县人，萬曆朝在任。
- 梅淳，当涂人，萬曆朝在任。
- 王明時，萬曆年間任。
- 張會宗，澄海人，萬曆年間任。
- 李苏，举人，萬曆年間任。
- 徐時進，鄞县人，萬曆年間任。
- 馮文盛，江西新昌举人，萬曆年間任。
- 霍藎臣，廣東南海舉人，萬曆年間任。
- 胡世賞，浙江人，萬曆年間任。
- 龍國祿，廣西人，萬曆年間任。
- 江宗棐，大竹人，萬曆年間任。
- 王濚，山東人，萬曆年間任。
- 嚴九岳，萬曆年間任。
- 朱敬輝，天啟年間任。
- 黃守經，江西南城举人，崇禎年間任。
- 程道行，四川人。
- 熊鐘吳，江西人。
- 郭養性，貴州人。
- 戴光裕，嘉定人，崇禎年間任。
- 李蛟禎，河南嵩县人，崇禎年間任。

### 清朝
- 馬弘萇，順天大興人，順治四年（1647年）任。
- 朱光，直隸保安州人，順治五年（1648年）任。
- 李若星，河南寧陵人，順治七年（1650年）任。
- 高翼辰，直隸人。順治九年（1652年）任。
- 諸保宥，江南無錫人，順治十年（1653年）任。
- 顏斆，直隸人，順治十三年（1656年）任。
- 熊一龍，江西人，順治十五年（1658年）任。
- 張學益，奉天人，順治十八年（1661年）任。
- 王勤民，直隸人，康熙三年（1664年）任。
- 蘇之升，安徽休寧人，康熙五年（1666年）任。
- 包元辰，浙江仁和人，康熙八年（1669年）任。
- 黃明，福建晉江人，康熙十年（1671年）任。
- 李遇時，奉天遼陽人，康熙十八年（1679年）任。
- 周元功，奉天廣寧人，康熙二十八年（1689年）任。
- 寧思聖，奉天人，康熙三十二年（1693年）任。
- 張信，江西潯陽人，康熙三十五年（1696年）任。
- 孫道林，直隸人，康熙三十八年（1699年）任。
- 楊天寵，奉天人，康熙四十二年（1703年）任。
- 黃之麟，陝西人，康熙四十五年（1706年）任。
- 魏嘉孚，直隸柏鄉人，康熙四十七年（1708年）任。
- 顧用霖，江蘇長洲人，康熙五十年（1711年）任。
- 許玠，漢軍正白旗人，康熙五十三年（1714年）任。
- 李國柱，陝西咸陽人，康熙六十一年（1722年）任。
- 李渭，直隸高邑人，雍正三年（1725年）任。
- 遲煓，漢軍正白旗人，雍正五年（1727年）任。
- 尹士份，山東濟寧人，雍正六年（1728年）任。
- 崔珨，直隸真定人，雍正八年（1730年）任。
- 孟炤，漢軍鑲紅旗人，雍正十一年（1733年）任。
- 吳穀，浙江烏程人，乾隆元年（1736年）任。
- 田爾易，直隸人，乾隆三年（1738年）任。
- 黃凝道，安徽休寧人，乾隆七年（1742年）任。
- 孫廷槐，浙江仁和人，乾隆十五年（1750年）任。
- 傅顯，滿洲鑲紅旗人，乾隆二十三年（1758年）任。
- 富泰，滿洲正黃旗人，乾隆二十七年（1762年）任。
- 韋馱保，滿洲鑲黃旗人，乾隆二十九年（1764年）任。
- 邱恩榮，湖北黃岡人，乾隆三十六年（1771年）任。
- 陳道耀，浙江山陰人，乾隆三十七年（1772年）任。
- 蘭第錫，山西吉州人，乾隆三十八年（1773年）任。
- 鳳翔，滿洲正黃旗人，乾隆四十一年（1776年）任。
- 李心耕，江蘇上海人，乾隆四十六年（1781年）任。
- 錫齡，蒙古正白旗人，乾隆五十六年（1791年）任。
- 葛應濱，山東濮州人，乾隆五十七年（1792年）任。
- 沈廷瑛，江蘇常熟人，嘉慶二年（1797年）任。
- 張五緯，陝西涇陽人，嘉慶四年（1799年）任。
- 陳燧，浙江海鹽人，嘉慶九年（1804年）任。
- 王衷，山西文水人，嘉慶二十三年（1818年）任。
- 劉人選，安徽懷遠人，嘉慶二十四年（1819年）任。
- 誌勤，滿洲鑲黃旗人，道光元年（1821年）任。
- 劉光熙，安徽人，道光三年（1823年）任。
- 恒柱，滿洲正紅旗人，道光九年（1829年）任。
- 郭恒宸，山西人，道光十三年（1833年）任。
- 王簡，山東安丘人，道光十六年（1836年）任。
- 耿自檢，陝西渭南人，道光十六年（1836年）十月授。
- 黃銘先，河南人，道光二十三年（1843年）任。
- 惲光宸，江蘇陽湖人，道光二十四年（1844年）八月授。
- 廉昌，滿洲正黃旗人，道光二十九年（1849年）任。
- 覃亨晉，山東樂陵人，咸豐三年（1853年）任。
- 魁聯，漢軍正白旗人，咸豐四年（1854年）任。
- 王葆生，安徽鳳陽人，咸豐五年（1855年）八月授。
- 馮崑，陝西咸陽人，咸豐八年（1858年）任。
- 丁寶楨，貴州平遠人，咸豐十一年（1861年）任。
- 彭慶鐘，江西廬陵人，同治元年（1862年）任。
- 賴史直，福建長汀人，同治二年（1863年）任。
- 尚慶潮，河南羅山人，同治五年（1866年）任。
- 張德容，浙江西安人，同治十年（1871年）六月授。
- 文鐍，順天固安人，光緒七年（1881年）四月授。
- 鐘英，滿洲正黃旗人，光緒十六年（1890年）五月授。
- 英文，滿洲鑲紅旗人，光緒二十二年（1896年）三月補。
- 王明德，湖北鄖縣人，光緒二十八年（1902年）九月授。
- 周儒臣，安徽宿州人，光緒二十九年（1903年）六月授。
- 張元奇，福建侯官人，光緒三十二年（1906年）三月補。
- 魏震，直隸天津人，光緒三十三年（1907年）四月補。
- 魏景熊，湖北武昌人，光緒三十三年（1907年）十一月授。
- 劉華，陝西韓城人，宣統二年（1910年）十二月補。

## 引用文献
1. ↑  《读史方舆纪要》卷七十七
2. ↑  《清圣祖实录》卷二十三
3. ↑  《清世宗实录》卷八十一
4. ↑  《清世宗实录》卷八十八

## 延伸阅读
[在维基数据编辑]
 《欽定古今圖書集成·方輿彙編·職方典·岳州府部》，出自陈梦雷《古今圖書集成》